# Phú Túc, Định Quán
Phú Túc là một xã thuộc huyện Định Quán, tỉnh Đồng Nai, Việt Nam.
Xã Phú Túc có diện tích 28,51 km², dân số năm 1999 là 12.820 người, mật độ dân số đạt 450 người/km².

## Hành chính
Xã Phú Túc được chia thành 7 ấp: Cầu Ván, Cây Xăng, Chợ, Suối Son, Tam Bung, Thái Hòa, Tân Lập